# Gleichstromdampfmaschine

Prinzip der Gleichstromdampfmaschine

Die Gleichstromdampfmaschine ist eine Sonderbauform einer Dampfmaschine. Sie ist dadurch gekennzeichnet, dass der frische Dampf getrennt vom Abdampf eingelassen wird. Vorteilhaft ist dabei, dass sich die Bereiche des Dampfzylinders, wo der Frischdampf eingelassen wird, durch den Abdampf nicht abkühlen. Dies verhindert eine frühzeitige teilweise Kondensation des Frischdampfes.
Weite Verbreitung fand die Gleichstromdampfmaschine durch Lokomobile, d. h. fahrbare Kombinationen von Dampfkesseln und aufmontierten Dampfmaschinen. Diese fanden vor allem Anwendung in der ostelbischen Landwirtschaft.
Im Schiffbau konnten sich diese Dampfmaschinen (in Deutschland vor allem die Bauart Stumpf) gut behaupten. Versuche mit Lokomotiven, etwa der Preußischen S 10, zeigten jedoch keine klaren Vorteile.